# Arno Geiger

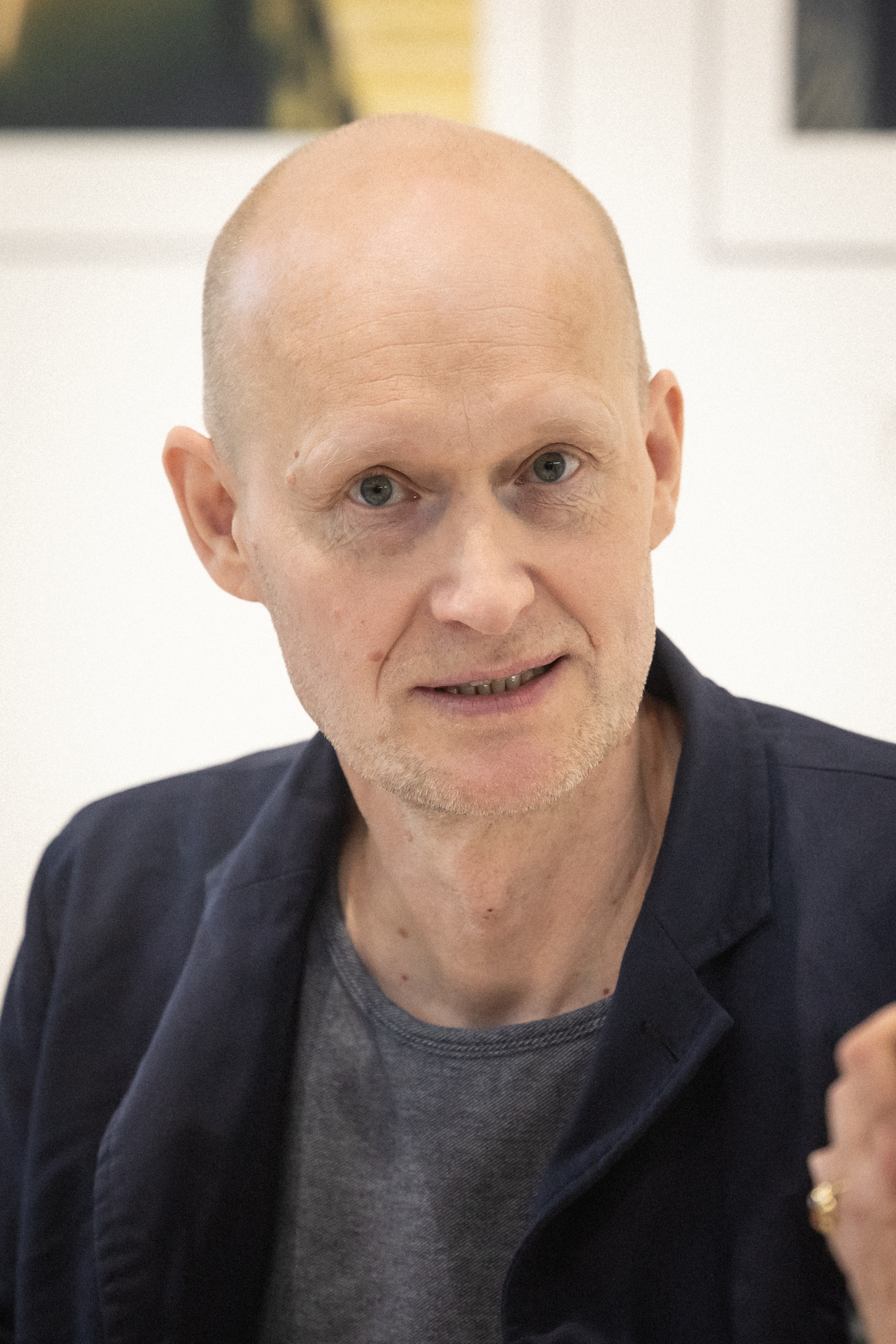
Arno Geiger auf der Frankfurter Buchmesse 2024

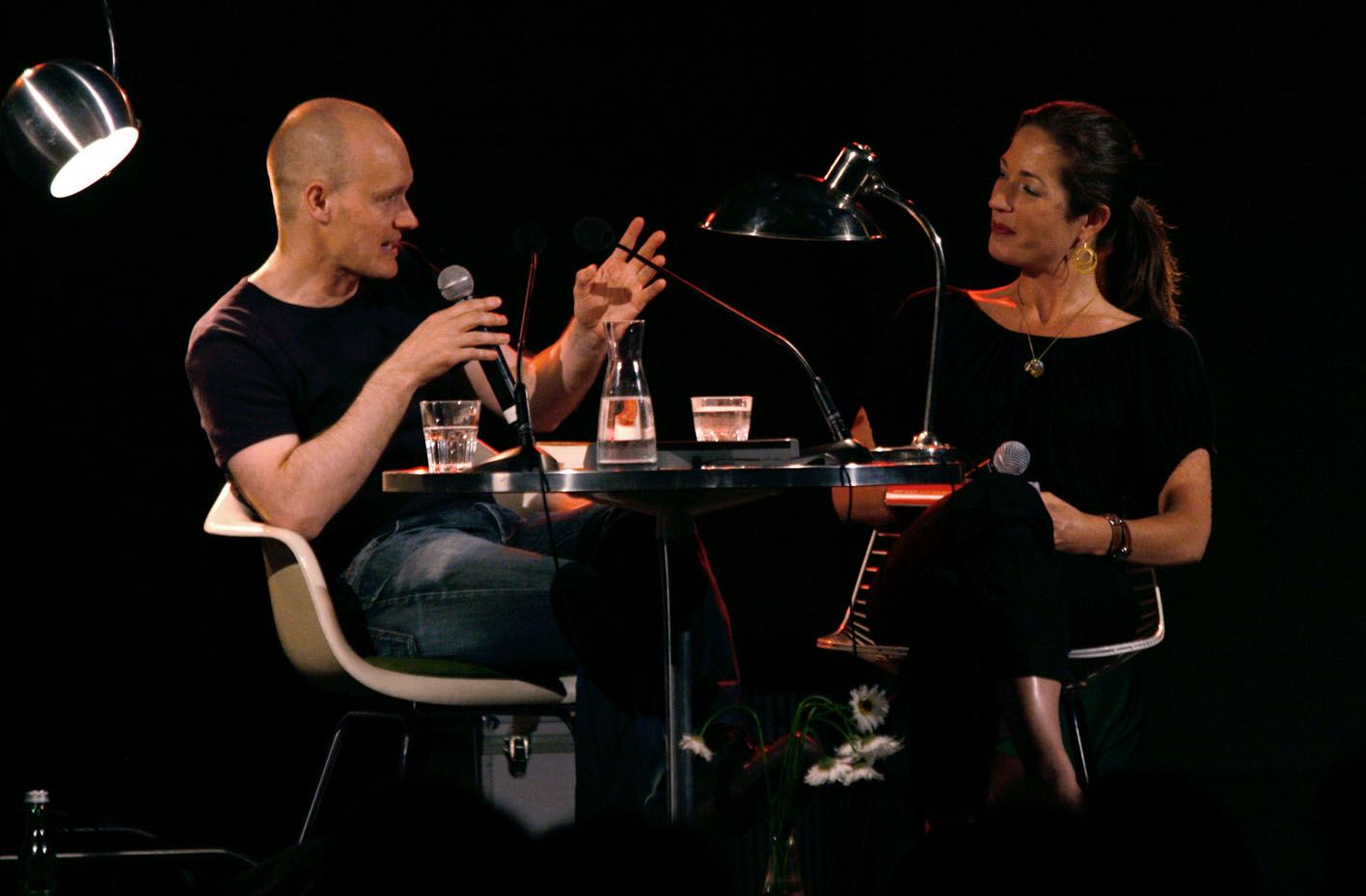
Arno Geiger im Gespräch mit Felicitas von Lovenberg über sein Buch Alles über Sally (O-Töne 2010)

Arno Geiger (* 22. Juli 1968 in Bregenz, Vorarlberg) ist ein österreichischer Schriftsteller.

## Leben
Arno Geiger wuchs in Wolfurt, Vorarlberg, auf.  Er studierte Deutsche Philologie, Alte Geschichte und Vergleichende Literaturwissenschaft in Innsbruck und Wien. 1993 verfasste er eine Diplomarbeit über Die Bewältigung der Fremde in den deutschsprachigen Fernreisetexten des Spätmittelalters.
Von 1986 bis 2002 war er im Sommer als Videotechniker bei den Bregenzer Festspielen tätig. Geiger nahm am Ingeborg-Bachmann-Wettbewerb 1996 und 2004 in Klagenfurt teil. Im Jahr 1997 publizierte er seinen Roman-Erstling Kleine Schule des Karussellfahrens. Für den Roman Es geht uns gut erhielt Arno Geiger 2005 den Deutschen Buchpreis. In Der alte König in seinem Exil setzte er sich mit der Alzheimer-Krankheit seines Vaters auseinander. 2018 wurde Geiger mit dem Joseph-Breitbach-Preis ausgezeichnet. In seiner Dankesrede benannte er das Leitmotiv seines Kunst- und Lebensverständnisses: „Kunst bewahrt den Menschen nicht vor dem Chaos, sondern vor der Ordnung. Kunst bewahrt das Individuum vor dem eindimensionalen Blick. Einzigartig ist der Mensch nicht auf einfache, sondern auf komplizierte Art.“
Arno Geiger hat zwei Brüder und eine Schwester, die Musikerin ist.
Seit 1993 lebt er als freier Schriftsteller in Wien und Wolfurt/Vorarlberg. Er ist verheiratet.

## Werke
- Die Bewältigung der Fremde in den deutschsprachigen Fernreisetexten des Spätmittelalters. Hochschulschrift Universität Wien. 1993
- Das Kürbisfeld. Erzählung. In: manuskripte. Nr. 134, 1996, ISSN 0025-2638.
- Koffer mit Inhalt. In: Literatur und Kritik. Nr. 315/316, 1997, ISSN 0024-466X.
- Koffer mit Inhalt. Die besten Erzählungen. dtv großdruck, München 2016, ISBN 978-3-423-25370-3.
- Kleine Schule des Karussellfahrens. Roman. Carl Hanser Verlag, München 1997, ISBN 3-446-19107-0.
  - Kleine Schule des Karussellfahrens. Roman. dtv, München 2006, ISBN 978-3-423-13505-4.
- Irrlichterloh. Roman. Carl Hanser Verlag, München 1999, ISBN 3-446-19779-6.
  - Irrlichterloh. Roman. dtv, München 2008, ISBN 978-3-423-13697-6.
- Arno Geiger, Heiner Link: Alles auf Band oder Die Elfenkinder. Drama. 2001.
- Schöne Freunde. Roman. Carl Hanser Verlag, München 2002, ISBN 3-446-20211-0.
  - Schöne Freunde. Roman. dtv, München 2006, ISBN 978-3-423-13504-7.
- Es geht uns gut. Roman. Carl Hanser Verlag, München 2005, ISBN 978-3-446-20650-2.[6]
  - Es geht uns gut. Roman. dtv, München 2007, ISBN 978-3-423-13562-7 (Taschenbuch).
  - auch Audio, gesprochen vom Verfasser.
- Anna nicht vergessen. Erzählungen. Carl Hanser Verlag, München 2007, ISBN 978-3-446-20911-4.
  - Anna nicht vergessen. Erzählungen. dtv, München 2009, ISBN 978-3-423-13785-0 (Taschenbuch).
  - auch Audio.
- Alles über Sally. Carl Hanser Verlag, München 2010, ISBN 978-3-446-23484-0.[7]
  - Alles über Sally. dtv, München 2011, ISBN 978-3-423-14018-8 (Taschenbuch).
  - auch E-Book und Audio.
- Der alte König in seinem Exil. Carl Hanser Verlag, München 2011, ISBN 978-3-446-23634-9.[8]
  - auch E-Book, Audio und Großdruck
  - Der alte König in seinem Exil. dtv, München 2014, ISBN 978-3-423-14154-3.
- Arno Geiger, Meike Fessmann, Felicitas von Lovenberg: Grenzgehen. drei Reden (und zwei Laudationes). Carl Hanser Verlag, München 2011, ISBN 978-3-446-23914-2.
- Jona tobt. Arno Geiger & Kitty Kahane erzählen eine Geschichte aus Ninive. Hansisches Druck- und Verlagshaus/edition chrismon, Frankfurt am Main 2012, ISBN 978-3-86921-104-6 (illustriert von Kitty Kahane).
- Selbstporträt mit Flusspferd. Roman. Carl Hanser Verlag, München 2015, ISBN 978-3-446-24761-1.[9]
- Unter der Drachenwand. Roman. Carl Hanser Verlag, München 2018, ISBN 978-3-446-25812-9.[10][11]
- Der Hahnenschrei. Drei Reden. Carl Hanser Verlag, München 2019, ISBN 978-3-446-26462-5.
- Das glückliche Geheimnis. Carl Hanser Verlag, München 2023, ISBN 978-3-446-27617-8.[12]
- Reise nach Laredo. Carl Hanser Verlag, München 2024, ISBN 978-3-446-28118-9.[13]

## Hörspiele
- 2011: Alles über Sally. SWR, Regie: Leonhard Koppelmann
- 2013: Das Haus meines Vaters hat viele Zimmer. SWR, Regie: Leonhard Koppelmann

## Auszeichnungen
- 1994: Nachwuchsstipendium des österreichischen Bundesministeriums für Wissenschaft und Kultur
- 1998: Abraham Woursell Award, New York
- 1999: Vorarlberger Literaturstipendium
- 2001: Förderungspreis beim Carl-Mayer-Drehbuchwettbewerb, mit Tobias Albrecht, Graz[14]
- 2005: Förderpreis zum Friedrich-Hölderlin-Preis der Stadt Bad Homburg
- 2005: Deutscher Buchpreis, für Es geht uns gut
- 2008: Johann-Peter-Hebel-Preis[15][16]
- 2010: Literaturpreis der Vorarlberger Buch- und Medienwirtschaft
- 2011: Nominierung für den Preis der Leipziger Buchmesse für Der alte König in seinem Exil
- 2011: Friedrich-Hölderlin-Preis der Stadt Bad Homburg (Hauptpreis)
- 2011: Literaturpreis der Konrad-Adenauer-Stiftung[17]
- 2011: Preis „Die zweite Realität“ der Stiftung Sonnweid, Schweiz, für Der alte König in seinem Exil[18]
- 2011: Ehrenpreis (Kategorie Medien- und Öffentlichkeitsarbeit) des Deutschen Hospiz- und PalliativVerbandes, für Der alte König in seinem Exil[19]
- 2011: Johann-Beer-Literaturpreis für Der alte König in seinem Exil
- 2012: Literaturpreis der österreichischen Industrie – Anton Wildgans
- 2013: Hörspiel des Monats August für Das Haus meines Vaters hat viele Zimmer
- 2017: Alemannischer Literaturpreis
- 2018: Joseph-Breitbach-Preis[20][21]
- 2018: Nominierung für den Deutschen Buchpreis (Longlist) mit Unter der Drachenwand
- 2018: Österreichischer Kunstpreis für Literatur[22]
- 2019: Literaturpreis der Stadt Bremen für Unter der Drachenwand
- 2019: Mitglied der Akademie der Wissenschaften und der Literatur Mainz
- 2019: Europäischer Literaturpreis (Niederlande)  für Onder de Drachenwand gemeinsam mit dem Übersetzer ins Niederländische Wil Hansen[23]
- 2020: Friedrich-Schiedel-Literaturpreis für den Roman Unter der Drachenwand[24]
- 2023: Rheingau Literatur Preis für Das glückliche Geheimnis[25]